# ミラクルをキミとおこしたいんです/孤独とランデブー
「ミラクルをキミとおこしたいんです/孤独とランデブー」（-/こどくと-）はサンボマスターが2013年6月26日にリリースした18枚目のシングル。MV2曲とメイキング映像収録DVD付初回限定盤と通常盤の2形態が発売。

## タイアップ
「ミラクルをキミとおこしたいんです」
・日本コカ･コーラ「い･ろ･は･す」CFソング
・フジテレビ系列
「ただ今、コント中。」オープニングテーマ
「孤独とランデブー」
・映画『ゴッドタンpresents キス我慢選手権･ザ･ムービー』主題歌

## 収録曲
全作詞・作曲：山口隆　編曲：サンボマスター
CD
1. ミラクルをキミとおこしたいんです [3:32]
2. 孤独とランデブー[5:27]

DVD
1. ミラクルをキミとおこしたいんです ＜ミュージック･ビデオ＞
2. 孤独とランデブー ＜ミュージック･ビデオ＞
3. ミラクルをキミとおこしたいんです ＜ミュージック･ビデオ･メイキング＞
4. 孤独とランデブー ＜ミュージック･ビデオ･メイキング＞